# Gustavo Sangaré
Gustavo Fabrice Sangaré (Bobo-Dioulasso, 8 novembre 1996) è un calciatore burkinabé, centrocampista del Noah e della nazionale burkinabé.

## Caratteristiche tecniche
È un mediano.

## Carriera

### Club
Ha giocato nella seconda e nella terza divisione francese e nella prima divisione armena.

### Nazionale
Il 12 giugno 2021 debutta con la nazionale burkinabé nell'amichevole persa 1-0 contro il Marocco. Il 2 settembre 2021 scende in campo nel match di qualificazione per i mondiali disputato contro il Niger.
Nel 2021 e nel 2023 partecipa alla Coppa d'Africa.

## Statistiche

### Cronologia presenze e reti in nazionale
| Cronologia completa delle presenze e delle reti in nazionale ― Burkina Faso | Cronologia completa delle presenze e delle reti in nazionale ― Burkina Faso | Cronologia completa delle presenze e delle reti in nazionale ― Burkina Faso | Cronologia completa delle presenze e delle reti in nazionale ― Burkina Faso | Cronologia completa delle presenze e delle reti in nazionale ― Burkina Faso | Cronologia completa delle presenze e delle reti in nazionale ― Burkina Faso | Cronologia completa delle presenze e delle reti in nazionale ― Burkina Faso | Cronologia completa delle presenze e delle reti in nazionale ― Burkina Faso |
| Data                                                                        | Città                                                                       | In casa                                                                     | Risultato                                                                   | Ospiti                                                                      | Competizione                                                                | Reti                                                                        | Note                                                                        |
| --------------------------------------------------------------------------- | --------------------------------------------------------------------------- | --------------------------------------------------------------------------- | --------------------------------------------------------------------------- | --------------------------------------------------------------------------- | --------------------------------------------------------------------------- | --------------------------------------------------------------------------- | --------------------------------------------------------------------------- |
| 12-6-2021                                                                   | Rabat                                                                       | Marocco                                                                     | 1 – 0                                                                       | Burkina Faso                                                                | Amichevole                                                                  | -                                                                           |                                                                             |
| 2-9-2021                                                                    | Marrakech                                                                   | Niger                                                                       | 0 – 2                                                                       | Burkina Faso                                                                | Qual. Mondiali 2022                                                         | -                                                                           | 88’                                                                         |
| 7-9-2021                                                                    | Marrakech                                                                   | Burkina Faso                                                                | 1 – 1                                                                       | Algeria                                                                     | Qual. Mondiali 2022                                                         | -                                                                           | 75’                                                                         |
| 11-10-2021                                                                  | Marrakech                                                                   | Burkina Faso                                                                | 2 – 0                                                                       | Gibuti                                                                      | Qual. Mondiali 2022                                                         | -                                                                           |                                                                             |
| 12-11-2021                                                                  | Ouagadougou                                                                 | Burkina Faso                                                                | 1 – 1                                                                       | Niger                                                                       | Qual. Mondiali 2022                                                         | -                                                                           |                                                                             |
| 16-11-2021                                                                  | Blida                                                                       | Algeria                                                                     | 2 – 2                                                                       | Burkina Faso                                                                | Qual. Mondiali 2022                                                         | -                                                                           |                                                                             |
| 30-12-2021                                                                  | Abu Dhabi                                                                   | Mauritania                                                                  | 0 – 0                                                                       | Burkina Faso                                                                | Amichevole                                                                  | -                                                                           |                                                                             |
| 2-1-2022                                                                    | Dubai                                                                       | Burkina Faso                                                                | 3 – 0                                                                       | Gabon                                                                       | Amichevole                                                                  | 1                                                                           |                                                                             |
| 9-1-2022                                                                    | Yaoundé                                                                     | Camerun                                                                     | 2 – 1                                                                       | Burkina Faso                                                                | Coppa d'Africa 2021 - 1º turno                                              | 1                                                                           |                                                                             |
| 13-1-2022                                                                   | Yaoundé                                                                     | Capo Verde                                                                  | 0 – 1                                                                       | Burkina Faso                                                                | Coppa d'Africa 2021 - 1º turno                                              | -                                                                           | 69’                                                                         |
| 17-1-2022                                                                   | Bafoussam                                                                   | Burkina Faso                                                                | 1 – 1                                                                       | Etiopia                                                                     | Coppa d'Africa 2021 - 1º turno                                              | -                                                                           | 63’                                                                         |
| 23-1-2022                                                                   | Limbe                                                                       | Burkina Faso                                                                | 1 – 1 (8 - 7 dtr)                                                           | Gabon                                                                       | Coppa d'Africa 2021 - Ottavi di finale                                      | -                                                                           | 82’                                                                         |
| 29-1-2022                                                                   | Garoua                                                                      | Burkina Faso                                                                | 1 – 0                                                                       | Tunisia                                                                     | Coppa d'Africa 2021 - Quarti di finale                                      | -                                                                           |                                                                             |
| 2-2-2022                                                                    | Yaoundé                                                                     | Burkina Faso                                                                | 1 – 3                                                                       | Senegal                                                                     | Coppa d'Africa 2021 - Semifinale                                            | -                                                                           |                                                                             |
| 5-2-2022                                                                    | Yaoundé                                                                     | Burkina Faso                                                                | 3 – 3 (6 - 8 dtr)                                                           | Camerun                                                                     | Coppa d'Africa 2021 - Finale 3º-4º posto                                    | -                                                                           |                                                                             |
| 24-3-2022                                                                   | Pristina                                                                    | Kosovo                                                                      | 5 – 0                                                                       | Burkina Faso                                                                | Amichevole                                                                  | -                                                                           | 85’                                                                         |
| 29-3-2022                                                                   | Anderlecht                                                                  | Belgio                                                                      | 3 – 0                                                                       | Burkina Faso                                                                | Amichevole                                                                  | -                                                                           | 59’                                                                         |
| 3-6-2022                                                                    | Marrakech                                                                   | Burkina Faso                                                                | 2 – 0                                                                       | Capo Verde                                                                  | Qual. Coppa d'Africa 2023                                                   | -                                                                           | 81’                                                                         |
| 7-6-2022                                                                    | Johannesburg                                                                | eSwatini                                                                    | 1 – 3                                                                       | Burkina Faso                                                                | Qual. Coppa d'Africa 2023                                                   | -                                                                           | 81’                                                                         |
| 23-9-2022                                                                   | Casablanca                                                                  | Burkina Faso                                                                | 1 – 0                                                                       | RD del Congo                                                                | Amichevole                                                                  | -                                                                           |                                                                             |
| 27-9-2022                                                                   | Casablanca                                                                  | Burkina Faso                                                                | 2 – 1                                                                       | Comore                                                                      | Amichevole                                                                  | -                                                                           | 74’                                                                         |
| 19-11-2022                                                                  | Ouagadougou                                                                 | Burkina Faso                                                                | 2 – 1                                                                       | Costa d'Avorio                                                              | Amichevole                                                                  | -                                                                           | 73’                                                                         |
| 24-3-2023                                                                   | Marrakech                                                                   | Burkina Faso                                                                | 1 – 0                                                                       | Togo                                                                        | Qual. Coppa d'Africa 2023                                                   | -                                                                           | 90’                                                                         |
| 28-3-2023                                                                   | Lomé                                                                        | Togo                                                                        | 1 – 1                                                                       | Burkina Faso                                                                | Qual. Coppa d'Africa 2023                                                   | -                                                                           | 90’                                                                         |
| 18-6-2023                                                                   | Praia                                                                       | Capo Verde                                                                  | 3 – 1                                                                       | Burkina Faso                                                                | Qual. Coppa d'Africa 2023                                                   | -                                                                           | 72’                                                                         |
| 8-9-2023                                                                    | Marrakech                                                                   | Burkina Faso                                                                | 0 – 0                                                                       | eSwatini                                                                    | Qual. Coppa d'Africa 2023                                                   | -                                                                           | 71’                                                                         |
| 12-9-2023                                                                   | Lens                                                                        | Marocco                                                                     | 1 – 0                                                                       | Burkina Faso                                                                | Amichevole                                                                  | -                                                                           | 64’                                                                         |
| 13-10-2023                                                                  | Malabo                                                                      | Guinea Equatoriale                                                          | 0 – 0                                                                       | Burkina Faso                                                                | Amichevole                                                                  | -                                                                           |                                                                             |
| 17-11-2023                                                                  | Marrakech                                                                   | Burkina Faso                                                                | 1 – 1                                                                       | Guinea-Bissau                                                               | Qual. Mondiali 2026                                                         | -                                                                           | 74’                                                                         |
| 21-11-2023                                                                  | El Jadida                                                                   | Etiopia                                                                     | 0 – 3                                                                       | Burkina Faso                                                                | Qual. Mondiali 2026                                                         | -                                                                           | 72’                                                                         |
| 5-1-2024                                                                    | Kish                                                                        | Iran                                                                        | 2 – 1                                                                       | Burkina Faso                                                                | Amichevole                                                                  | -                                                                           | 46’                                                                         |
| 10-1-2024                                                                   | Abu Dhabi                                                                   | RD del Congo                                                                | 1 – 2                                                                       | Burkina Faso                                                                | Amichevole                                                                  | -                                                                           |                                                                             |
| 20-1-2024                                                                   | Bouaké                                                                      | Algeria                                                                     | 2 – 2                                                                       | Burkina Faso                                                                | Coppa d'Africa 2023 - 1º turno                                              | -                                                                           | 23’ 84’                                                                     |
| 23-1-2024                                                                   | Yamoussoukro                                                                | Angola                                                                      | 2 – 0                                                                       | Burkina Faso                                                                | Coppa d'Africa 2023 - 1º turno                                              | -                                                                           |                                                                             |
| 30-1-2024                                                                   | Korhogo                                                                     | Mali                                                                        | 2 – 1                                                                       | Burkina Faso                                                                | Coppa d'Africa 2023 - Ottavi di finale                                      | -                                                                           | 87’                                                                         |
| 22-3-2024                                                                   | Casablanca                                                                  | Burkina Faso                                                                | 1 – 2                                                                       | Libia                                                                       | Amichevole                                                                  | -                                                                           |                                                                             |
| 26-3-2024                                                                   | Berrechid                                                                   | Niger                                                                       | 1 – 1                                                                       | Burkina Faso                                                                | Amichevole                                                                  | -                                                                           | 80’                                                                         |
| 6-6-2024                                                                    | Il Cairo                                                                    | Egitto                                                                      | 2 – 1                                                                       | Burkina Faso                                                                | Qual. Mondiali 2026                                                         | -                                                                           | 46’                                                                         |
| Totale                                                                      |                                                                             | Presenze                                                                    | 38                                                                          |                                                                             | Reti                                                                        | 2                                                                           |                                                                             |

## Palmarès

### Club

#### Competizioni nazionali
- Campionato armeno: 1

Noah: 2024-2025
- Coppa d'Armenia: 1

Noah: 2024-2025